# Chronik des Bürgerkriegs in Syrien 2012

Von der Opposition verwendete Flagge der Syrischen Republik (1930–1963)

Die Chronik des Bürgerkriegs in Syrien 2012 erfasst die Ereignisse des Bürgerkriegs in Syrien im Jahr 2012.

## Januar
Ende Januar 2012 unterbrach die Arabische Liga (AL) nach etwas über einem Monat ihre Beobachtermission in Syrien, deren erklärtes Ziel die Beendigung der Gewalt im Land war. Mitglieder der Mission gaben unterschiedliche Einschätzungen der Lage in Syrien ab, einige beendeten ihre Teilnahme sogar vorzeitig.
Wenige Tage davor war es landesweit zu Massendemonstrationen für das Regime von Baschar al-Assad gekommen, die als sogenannte "Wir lieben Euch" ("minhibik")-Kundgebungen bekannt wurden und größtenteils von der Baath-Partei (Syrien) staatlich organisiert worden waren.
Chronik des Bürgerkriegs in Syrien 2011
Die Teilnehmer hatten dabei ihre Ablehnung des Planes der Arabischen Liga zum Ausdruck gebracht, gemäß dem die Befugnisse des syrischen Präsidenten an Vizepräsident Faruk al-Scharaa hätten übergeben werden sollen. Die Unterstützer des Präsidenten sahen darin eine „grobe Verletzung der syrischen Souveränität“.
Auch einige AL-Mitgliedsstaaten hatten sich dagegen ausgesprochen. Der irakische Premier Nuri al-Maliki befürchtete, dass ein Sturz Assads in einem unversöhnlichen Kampf münden werde. Mitglieder seiner Regierung hatten sich besorgt gezeigt, dass der Machtantritt des Sunniten zu einem erneuten Aufstand in der westirakischen Provinz Anbar führen könnte.

## Februar

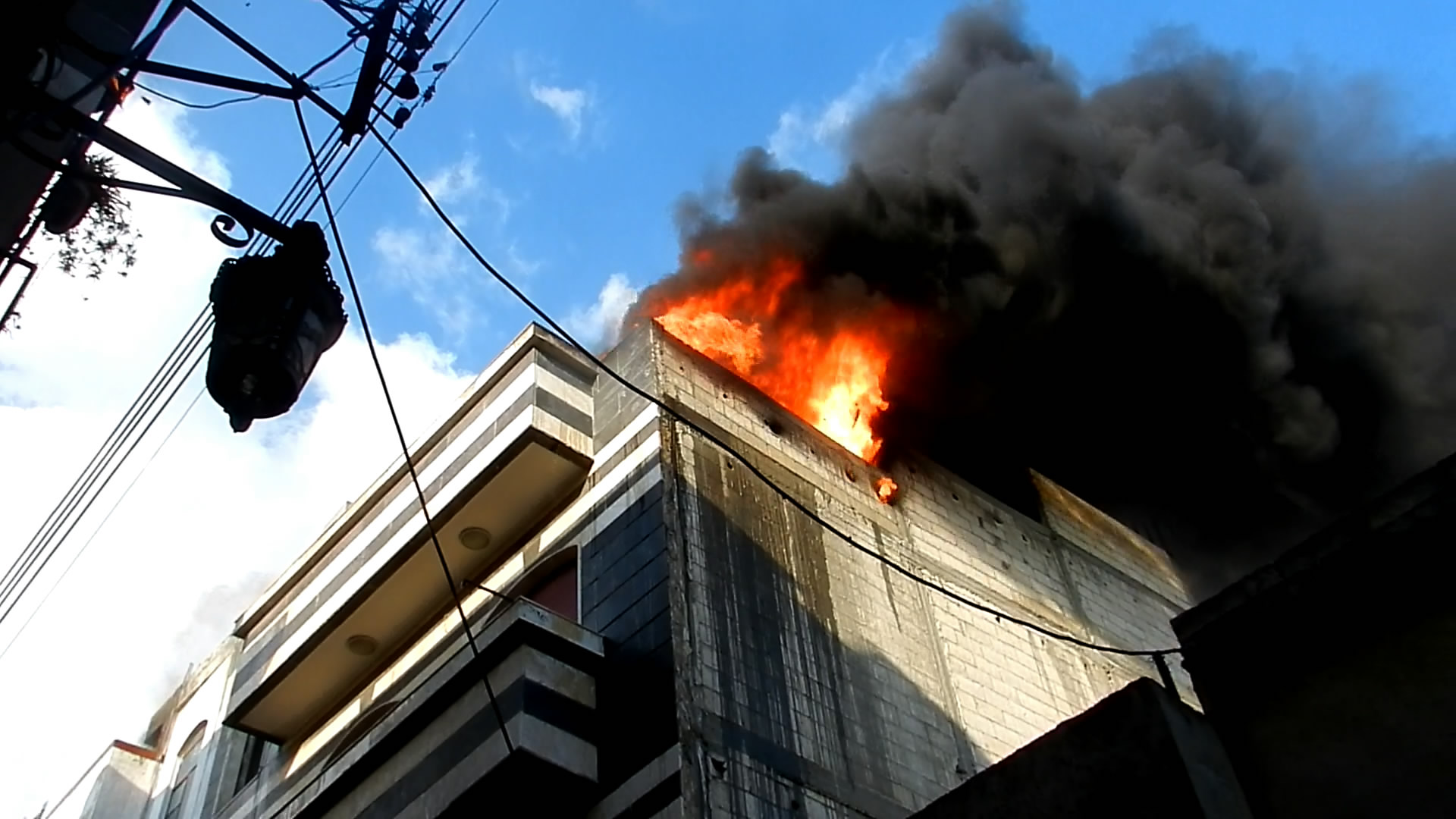
Brennendes Haus in Homs nach der Bombardierung durch die syrische Armee

Ein weiterer Versuch, im UN-Sicherheitsrat eine Resolution zur Verurteilung der Gewalt in Syrien zu verabschieden, scheiterte bei der Abstimmung am 4. Februar am Veto Russlands und Chinas. Der Resolutionsentwurf war zuvor schon abgeschwächt worden, um ein Veto zu verhindern. Westliche Staaten und der oppositionelle Syrische Nationalrat verurteilten das Verhalten der beiden Vetomächte scharf.
Der 4. Februar wurde zudem zu einem blutigen Tag in Syrien, als die syrische Armee die Stadt Homs bombardierte. Nach verschiedenen Angaben von Aktivisten wurden dabei 55 – 200 Menschen getötet.
Seit dem 4. Februar befindet sich die Stadt unter kontinuierlicher Bombardierung.
Nach der ersten Beobachtermission der Arabischen Liga trat deren Leiter General al-Dabi am 12. Februar zurück. In seinen Berichten über die Arbeit der Beobachter in Syrien hatte er die erfolgreiche Mitarbeit der syrischen Behörden gelobt und darauf verwiesen, dass bewaffnete Extremisten und Söldner gegen die syrischen Militärs vorgingen.
Am 15. Februar 2012 kündigte die syrische Regierung ein Verfassungsreferendum für den 26. Februar an. Die neue Verfassung solle die Gründung von Parteien vereinfachen. Gleichzeitig bombardierte die Regierung nach Angaben von Oppositionellen die Stadt Homs.
In Damaskus kam es am 18. Februar zu einer großen Demonstration, die sich aus einem Begräbnis von Toten des Vortages entwickelte. Es handelte sich um eine der größten Demonstrationen in Damaskus seit Beginn des Aufstandes. Auch diese Demonstration wurde durch Sicherheitskräfte beschossen, es gab mindestens einen Toten.
Zwei Mitglieder der US-amerikanischen Republikanischen Partei, John McCain und Lindsey Graham, forderten Waffen für die Opposition, damit diese sich verteidigen kann.
Am 21. Februar gab das Internationale Komitee vom Roten Kreuz bekannt, dass es sich um eine Feuerpause in Homs bemüht, damit Hilfsgüter nach Homs gebracht und Verletzte und Kranke aus der Stadt geholt werden können. Am 22. Februar wurden bei einer Bombardierung von Homs u. a. die Journalisten Rémi Ochlik und Marie Colvin getötet; dies veranlasste den französischen Präsidenten Nicolas Sarkozy zu einer schärfsten Verurteilung der Assad-Regierung.
Am 24. Februar fand in Tunesien das erste Treffen der „Freunde Syriens“, einer internationalen Kontaktgruppe, die der Opposition nahesteht, statt.
Am 24. Februar wurde bekanntgegeben, dass der ehemalige UN-Generalsekretär Kofi Annan von den Vereinten Nationen und der Arabischen Liga zum Sondergesandten für Syrien ernannt wurde, der zwischen den Oppositionellen und der Regierung vermitteln soll. Am selben Tag erhielten Nothelfer des Roten Kreuzes und des Roten Halbmonds erstmals Zugang nach Homs, um Verletzte sowie Frauen und Kinder zu versorgen bzw. zu evakuieren. Die Rettungseinsätze wurden am 26. Februar 2012 – nach erfolglosen Verhandlungen über einen sicheren Korridor zur Evakuierung von Verletzten aus Homs – wieder eingestellt.
Das nur 10 Tage zuvor angekündigte Referendum über eine neue Verfassung fand am 26. Februar statt. Bilder des Staatsfernsehens zeigten volle Wahlräume, die allerdings teilweise nicht mit Wahlkabinen ausgestattet waren. Kritik kam sowohl von der syrischen Opposition als auch aus dem Ausland: Die neue Verfassung sei bedeutungslos, solange die Regierung an der Macht ist. Die Opposition hatte zuvor zum Boykott des Referendums aufgerufen.

## März
Am 1. März drang die Armee erneut in Homs ein und eroberte in der Rebellenhochburg das Stadtviertel Baba Amr zurück. Die Freie Syrische Armee (FSA) bestätigte, dass sie sich aus dem Viertel zurückgezogen hatte.
Am 6. März sagte sich der stellvertretende Ölminister Abdo Hussameddin – und mit ihm der bis dahin ranghöchste Funktionär (seine Position ist etwa vergleichbar mit einem deutschen Staatssekretär) – von der Regierung los.
Am 14. März verließen einige Mitglieder, darunter Haitham Maleh, den oppositionellen SNC und protestierten damit nach eigener Aussage gegen dessen Organisationsstrukturen.
Ein Bericht von Amnesty International basierend auf im Februar geführten Interviews erzählt von Folterungen durch Regierungskräfte. Im selben Bericht werden auch Oppositionsgruppen des Mordes und der Entführung bezichtigt.
Am 16. März schlossen alle Mitglieder des Golf-Kooperationsrates ihre Botschaften. Auch der türkische Ministerpräsident Recep Tayyip Erdoğan forderte alle türkischen Staatsbürger auf, Syrien zu verlassen.
Am 21. März einigte sich der UN-Sicherheitsrat auch unter Einbeziehung von Russland und China auf eine gemeinsame Erklärung. In ihr wird angemahnt, Kofi Annans Friedensplan einzuhalten. Der Sechs-Punkte-Vorschlag sah einen Waffenstillstand und den Beginn des Dialogs zwischen beiden Seiten vor. Am Tag darauf wurde der Waffenstillstand nicht eingehalten, da die syrischen Streitkräfte weiter mehrere Gegenden beschossen. Syrien akzeptierte den Friedensplan am 25. März. Vertreter des Syrischen Nationalrats äußerten Misstrauen daran, dass die Regierung die Bedingungen einhalten wird.

## April

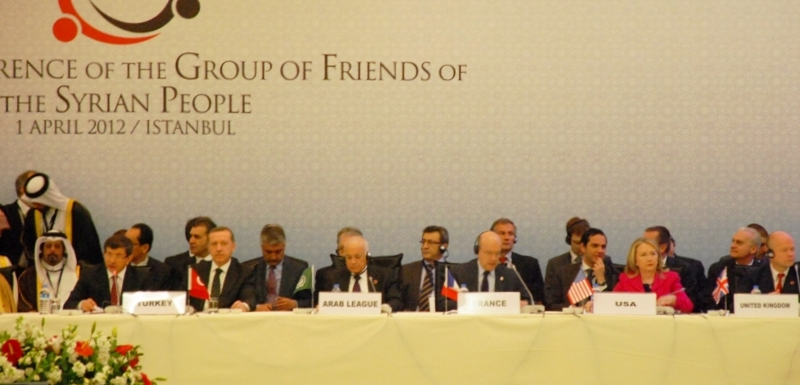
Teilnehmer der Istanbul-Konferenz am 1. April 2012

Am 1. April fand in Istanbul das zweite Treffen der „Freunde Syriens“ statt.

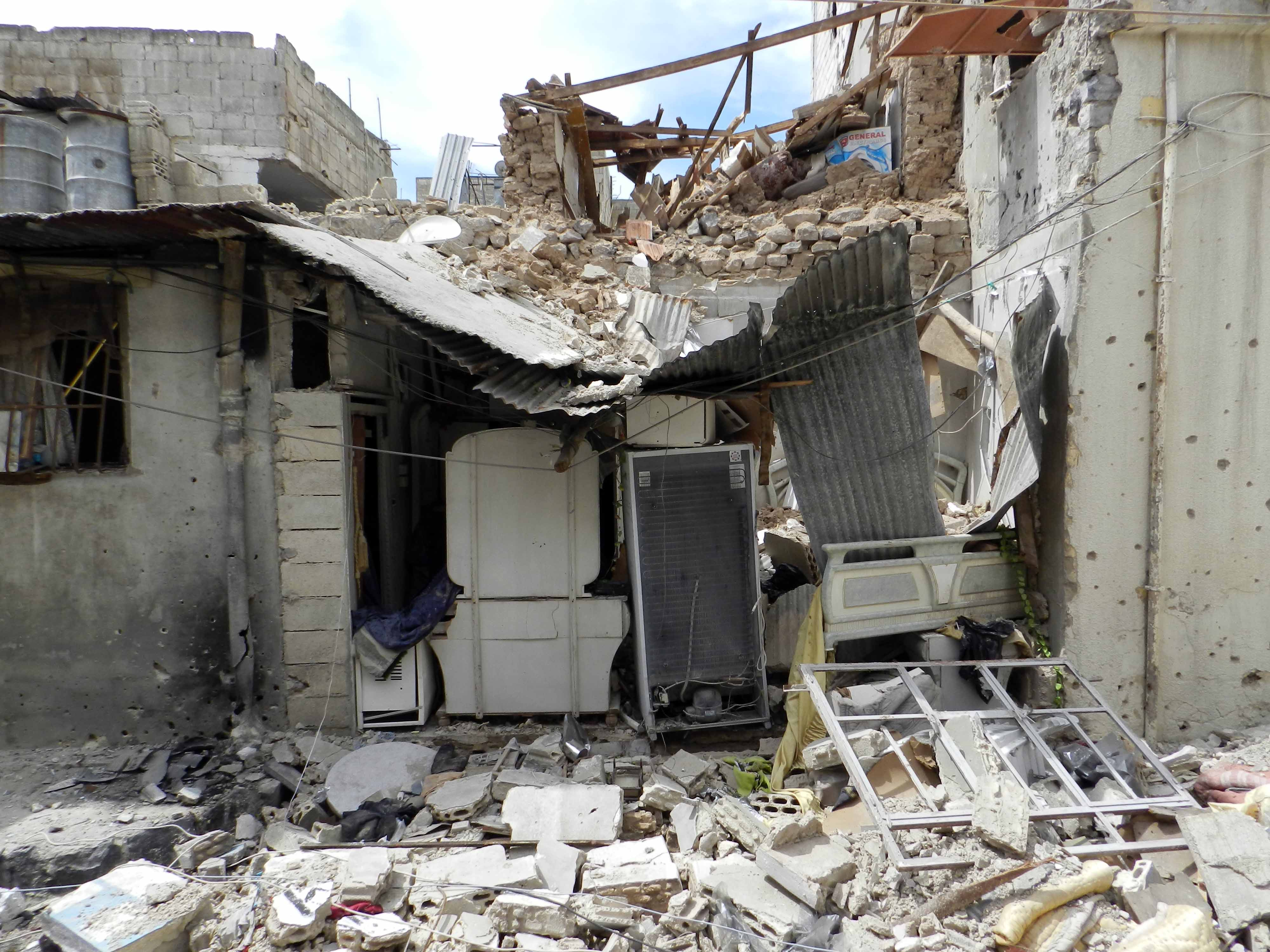
Im Laufe des Krieges zerstörtes Gebäude in Homs

Am 2. April überwiesen die Staaten des Golf-Kooperationsrates 100 Millionen Dollar an die Freie Syrische Armee. Den größten Anteil sollen Saudi-Arabien, Katar und die Vereinigten Arabischen Emirate gezahlt haben.
Baschar al-Assad hatte angekündigt, am 10. April die Soldaten aus den Wohngebieten zurückzuziehen, jedoch zweifelten viele an dieser Aussage, da er viele Versprechen nicht eingehalten hatte. Nach eigenen Angaben begann die Regierung, die Truppen aus den Städten Dar'a, Idlib und Sabadani abzuziehen. UN-Generalsekretär Ban Ki Moon sprach dagegen von weiteren Angriffen auf Zivilisten. Auch am 10. April wurden die Protesthochburgen weiterhin angegriffen, weil Assad einen Vertrag zur Entwaffnung der Opposition forderte.
Erstmals wurden auch Flüchtlinge auf türkischen Boden nahe der Grenze zwischen der Türkei und Syrien von syrischen Soldaten getötet. Die syrische Opposition bezichtigte daraufhin die PKK der Zusammenarbeit mit der syrischen Regierung. Laut Informationen von tagesschau.de waren bis zum 6. April 22.000 Menschen aus Syrien in die Türkei geflohen. Trotz des Waffenstillstandes wurde nach Angaben der Opposition die Stadt Homs weiterhin beschossen.
Allerdings wurde nach Angaben Kofi Annans, der Waffenstillstand von der Opposition gebrochen.
Laut Einschätzung von Kofi Annan bestand am 12. April anscheinend eine Waffenruhe. Zwei Tage später, am 14. April, beschloss der Sicherheitsrat in der Resolution 2042 die Vorbereitung einer Mission zur Überwachung des Sechs-Punkte-Plans und die Entsendung eines 30 Personen umfassenden Vorausteams.
Am 21. April sprach sich der Sicherheitsrat der Vereinten Nationen in der Resolution 2043 einstimmig dafür aus, die Zahl der Beobachter von 30 auf 300 zu erhöhen. Diese reisen jedoch erst nach Syrien, wenn UN-Generalsekretär Ban Ki Moon die Waffenruhe als hinreichend stabil bewertet. Bei den Beobachtern im Rahmen der United Nations Supervision Mission in Syria (UNSMIS) handelt es sich durchweg um unbewaffnete Soldaten, die den Waffenstillstand zwischen den Truppen Assads und den Oppositionellen überwachen sollen. Zuvor hatten in der ersten Feuerpause seit mehreren Wochen internationale Beobachter die Stadt Homs besucht. Eine durch Kofi Annan vermittelte Waffenruhe ab dem 10. April war nicht eingehalten worden.
Am 20. April sprengte sich Abdel Ghani Jawhar versehentlich selbst in die Luft. Jawhar war ein Sprengstoffexperte und Kommandant der Fatah al-Islam. Im Libanon wurde er im Zusammenhang mit 200 Morden, Attentaten, versuchten Attentaten und Sprengstoffanschlägen gesucht.
In der Nacht auf den 28. April landeten Rebellen in Schlauchbooten 35 km südlich der Türkei in der Nähe des Hafens von Latakia an. Es kam zu einem Gefecht mit der syrischen Armee.
Nach Angaben der Menschenrechtsorganisation Syrian Human Rights Network handelte es sich dabei um einen Versuch, Waffen und Kämpfer nach Syrien zu schmuggeln.
Am 29. April beschlagnahmte die libanesische Armee auf dem Containerschiff Lutfullah II drei Container mit aus Libyen stammenden, teils schweren Waffen, die offenbar für syrische Rebellen bestimmt waren. Der syrische UN-Botschafter wertete den Fund als Beweis dafür, dass Libyen und die Türkei mit anderen Staaten kooperierten, um
„Terrorgruppen“ mit Waffen zu versorgen.

## Mai
Am 7. Mai fanden Wahlen zum syrischen Parlament statt, zu denen Kandidaten sieben verschiedener Parteien antraten. Die Hälfte der Sitze wurde allerdings bereits vor der Wahl für die Wahlgruppe „Abgeordnete der Arbeiter und Bauern“ reserviert, deren Gewerkschaften von der Baath-Partei kontrolliert werden.
Ungeachtet der Entsendung der UN-Beobachter kam es zu Bombenanschlägen in Aleppo und Damaskus. Bei einer Doppelexplosion in der Hauptstadt Damaskus starben am 10. Mai 70 Menschen. Es war der schwerste Anschlag seit dem Ausbruch der Proteste im März 2011. Zu dem Anschlag bekannte sich eine Gruppe namens Dschabhat al-Nusra li Ahl al-Scham („Unterstützungsfront für das Volk Syriens“), die al-Qaida zugerechnet wird.
Die USA gaben an, der Annan-Plan sei bereits gescheitert. Kofi Annan widersprach dieser Darstellung und sprach von Fortschritten; eine Krise, die seit mehr als einem Jahr anhalte, könne nicht „an einem Tag oder in einer Woche“ gelöst werden. Der russische Außenminister Sergei Lawrow sprach von „groben“ Verletzungen des vereinbarten Waffenstillstandes durch die Opposition, deren Ziel es sei, den Friedensplan von Kofi Annan zum Scheitern zu bringen. Er erklärte, dass Russland von der syrischen Regierung „täglich“ eine strikte Einhaltung des Plans Kofi Annans fordere. Es sei unzulässig, dass man die Opposition nicht gleichfalls zurückhalte, sondern sogar zu weiteren bewaffneten Provokationen aufrufe.
Am 29. Mai 2012 wiesen mehrere Staaten, darunter Deutschland, Frankreich, Großbritannien, Italien, Spanien und die Vereinigten Staaten den jeweils ranghöchsten syrischen Diplomaten aus.
Aufkündigung des Friedensplans durch Freie Syrische Armee

Nachdem es dort am 25. Mai zunächst zu Schusswechseln zwischen Regierungstruppen und Aufständischen gekommen war, beschossen die Truppen der Regierung die Siedlung Taldo bei al-Hula in der Provinz Homs mit Artillerie. UN-Beobachter bestätigten den Tod von 116 Menschen, darunter mindestens 32 Kinder, sowie die Zahl von etwa 300 Verletzten. Syriens Regierung wies Beschuldigungen zurück, dass das Massaker von der Armee verübt worden sei. Russland forderte eine genauere Untersuchung der Vorfälle. Russische Diplomaten sprachen am 27. Mai von kriminologischen Indizien, die darauf schließen ließen, dass die Menschen nicht durch den Granatbeschuss ums Leben kamen, sondern aus sehr kurzer Entfernung getötet wurden. Auf CNN erklärte ein FSA-Sprecher den Uno-Friedensplan kurzerhand für „tot“ und forderte die Kämpfer der FSA auf, sich für das Massaker zu „rächen“. Das syrische Außenministerium gab an, „Hunderte von Kämpfern“ hätten angegriffen und dabei „schwere Waffen wie Granatwerfer, Maschinengewehre und Panzerabwehrraketen verwendet, die seit Neuestem in der Konfrontation mit den staatlichen Sicherheitskräften eingesetzt“ würden.

## Juni
Am 3. Juni sprach Baschar al-Assad erstmals nach dem Massaker von Hula vor dem syrischen Parlament. Er sagte, Syrien befinde sich in einem echten Krieg und er würde die „Schlacht gegen Terroristen“ fortsetzen. Als Reaktion auf die Ausweisung syrischer Diplomaten aus zahlreichen Staaten Ende Mai wurden zahlreiche westliche Diplomaten am 6. Juni des Landes verwiesen.
Am 7. Juni berichteten Oppositionsgruppen über ein Massaker im Dorf Masraat-al-Kabir, welches sich im Gouvernement Hama befindet. Den Berichten zufolge sollen dort 80 Menschen von der regierungstreuen Schabiha-Miliz ermordet worden sein. Die syrische Regierung machte „Terroristen“ für das Massaker verantwortlich. UN-Beobachter, die sich auf dem Weg nach al-Kabir befanden, wurde die Weiterfahrt seitens der Regierungstruppen untersagt. Berichten zufolge gerieten sie unter Beschuss. Die Beobachter konnten das Dorf schließlich am 8. Juni erreichen.
Anfang Juni 2012 ließen Zeugenaussagen regionaler Oppositioneller zum Tathergang des Massakers von Hula Zweifel an der Schuld der Regierung aufkommen. Die Opfer seien fast ausschließlich Angehörige der als regierungstreu geltenden alawitischen Minderheit gewesen.
Am 10. Juni 2012 schloss der britische Außenminister William Hague ein militärisches Eingreifen des Westens nicht mehr völlig aus, die Situation ähnele Bosnien in den neunziger Jahren. Israels Vize-Ministerpräsident Schaul Mofas sagte, ähnlich wie in Libyen solle die internationale Gemeinschaft militärisch eingreifen, um die Regierung von Präsident Baschar al-Assad zu stürzen. Russland müsse sich im schlimmsten Fall den Vorwurf gefallen lassen, eine Mitschuld an den Massakern in Syrien zu tragen, weil es Damaskus mit Waffen versorge. Israels Regierungschef Benjamin Netanjahu warf Iran und der libanesischen Miliz Hisbollah vor, sie unterstützten die syrische Regierung bei ihren Gräueltaten.
Wegen der Gewalt gegen Kinder seitens der regulären Einheiten der syrischen Armee und der regierungstreuen Schabiha-Milizen sowie der Rekrutierung Minderjähriger durch die FSA wurde Syrien am 12. Juni 2012 von der UN auf die sogenannte Liste der Schande gesetzt.
Aufgrund der anhaltenden Gewalt wurde die UN-Beobachtermission am 16. Juni ausgesetzt.
Die Türkei erklärte eine Fünfmeilenzone innerhalb des syrischen Luftraumes zu ihrer Sicherheitszone, in der Flugbewegungen als feindlich aufgefasst und ohne Vorwarnung bekämpft würden.

## Juli

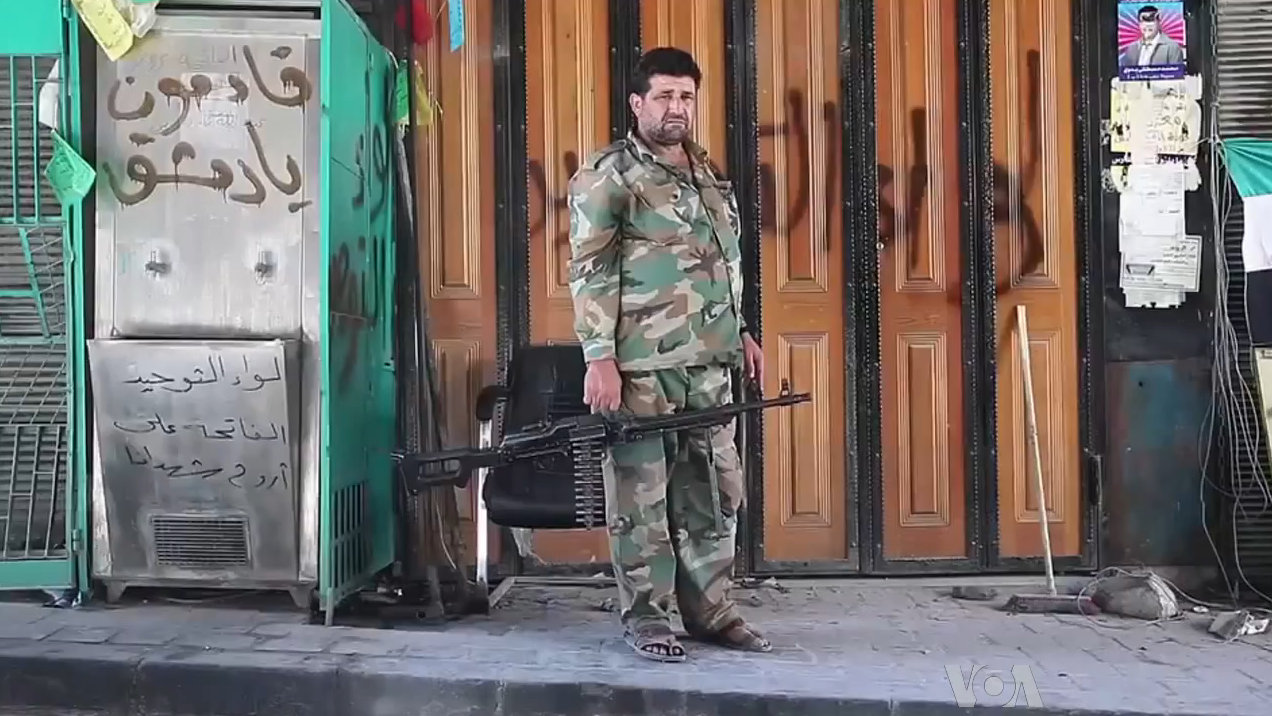
Rebell der Freien Syrischen Armee in einem eroberten Stadtteil Aleppos

Anfang Juli fand in Paris das dritte Treffen der „Freunde Syriens“ statt.
Am 3. Juli berichtete die Menschenrechtsorganisation Human Rights Watch von systematischer Folterung von Gefangenen, die Verbrechen gegen die Menschlichkeit entsprechen. Die Organisation forderte Sanktionen des UN-Sicherheitsrats. Es soll 27 Folter-Gefängnisse mit mehr als 20 Folter-Methoden geben. Diese reichen von Schlägen über Verbrennungen und sexuellen Übergriffen bis hin zu Scheinhinrichtungen.
In dem Dorf Tremseh in der Provinz Hama sollen am 12. Juli nach Angaben von Aktivisten 220 Menschen getötet worden sein, später wurden jedoch nur 68 Opfer namentlich identifiziert. Die Opposition machte die Regierung für die zivilen Opfer beim Angriff auf Tremseh verantwortlich, während diese „terroristische Banden“ beschuldigte. Unter den Toten befinden sich auch nach Angaben des SOHR Dutzende bewaffnete Aufständische. UN-Beobachter gehen davon aus, dass der Angriff Rebellen gegolten habe, und es sei eine Vielfalt von Waffen eingesetzt worden, darunter Mörsergranaten. Das Internationale Komitee vom Roten Kreuz stuft den Konflikt nun als Bürgerkrieg ein.
In der Hauptstadt Damaskus kam es nun auch zu Kämpfen zwischen der Regierung und der Freien Syrischen Armee. Die Rebellen rückten dabei näher an den Regierungssitz. Von Seiten der Regierung werden Panzer und Kampfhubschrauber eingesetzt und der Einsatz von Chemiewaffen wird befürchtet.
Bei einem Anschlag in Damaskus am 18. Juli wurden unter anderen der syrische Verteidigungsminister Daud Radschha und sein Stellvertreter Assef Schawkat, ein Schwager Assads, getötet. Auch der syrische Geheimdienstchef Hischam al-Ichtiyar starb nach den Folgen des Anschlags am 20. Juli. Die Gruppierung Liwa al-Islam reklamiert den Anschlag begannen zu haben.
In Aleppo kam es erneut zu Kämpfen. Hierbei soll die syrische Regierung Raketenwerfer, Helikopter und Kampfjets eingesetzt haben.

## August

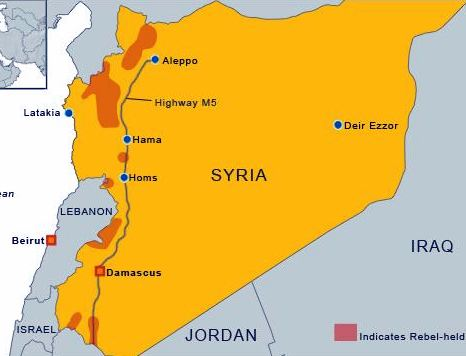
Von Rebellen eroberte Gebiete Syriens in pink

Am 10. August wurden nach Angaben der Syrischen Beobachtungsstelle für Menschenrechte drei Journalisten des Syrischen Staatsfernsehens von Oppositionellen entführt. Am 16. August wurden sie nach Angaben des Staatsfernsehens wieder von der Syrischen Armee befreit.
Seit dem 12. August wurden nach Angaben der Menschenrechtsorganisation Human Rights Watch ein Notfallkrankenhaus in Aleppo im Stadtteil Schaar mehrmals von Kampfflugzeugen mit Luft-Boden-Raketen vom Typ S-5 angegriffen. Vor dem Hospital kamen vier Zivilisten ums Leben, als eine der Raketen ihr Ziel verfehlte.
Ein am 13. August aufgetauchtes Video soll Rebellen der Freien Syrischen Armee dabei zeigen wie sie einem Mann die Kehle durchschneiden und wie Kämpfer der Regierung vom Dach eines Gebäudes geworfen werden.
Am 15. August beschließt die OIC die Suspendierung Syriens. Am selben Tag verübt offenbar die Freie Syrische Armee einen Autobombenanschlag in Damaskus vor einer Kommandozentrale der syrischen Armee. Unterdessen hat die syrische Luftwaffe die Rebellenhochburg Azaz bei Aleppo angegriffen.
In ihrem am 15. August in einer Vorabversion veröffentlichten Bericht an den Menschenrechtsrat der Vereinten Nationen kommt die von ihm eingesetzte unabhängige Syrien-Untersuchungskommission zu dem Schluss, dass Regierungstruppen und mit der Regierung verbündete Schabiha-Milizen für einen Großteil der im Laufe des Konflikts verübten Kriegsverbrechen und groben Menschenrechtsverletzungen verantwortlich seien. Für den gesondert untersuchten Einzelfall des Massakers von Hula berichtet die Kommission, für die Tötung von über 100 Zivilisten, davon über die Hälfte Kinder, seien Regierungstruppen und Schabiha verantwortlich. Auch Regierungsgegner seien für Kriegsverbrechen verantwortlich, jedoch nicht im selben Maßstab oder mit derselben Häufigkeit und Schwere wie die Regierungsseite.
Am 16. August 2012 hat der Sicherheitsrat der Vereinten Nationen das Ende der Beobachtermission UNSMIS angeordnet, da die Bedingungen für eine Fortsetzung nicht gegeben seien. Am 19. August 2012 um Mitternacht endete das Mandat für die UN-Friedensmission. Am 17. August wurde der frühere algerische Außenminister Lakhdar Brahimi als Nachfolger von Kofi Annan zum UN-Sondergesandten für Syrien bestimmt.
Am 16. August haben Rebellen nach eigenen Angaben ein militärisches Forschungslabor in Aleppo eingenommen, in dem sich auch drei Aufklärungsdrohnen aus iranischer Produktion zur Reparatur befanden. Auf Satellitenaufnahmen sollen seit Februar 2012 die Drohnen des Typs Mohajer 4 und Ababil über Damaskus, Homs und Hamazu gesichtet worden sein.
Am 17. August griffen Rebellen den Militärflugplatz al-Mazzeh (أوتوستراد المزة) westlich der Hauptstadt Damaskus an. Regierungstruppen erwiderten die Angriffe mit Panzern und Hubschraubern. Am gleichen Tag teilte das Flüchtlingshilfswerk der Vereinten Nationen (UNHCR) mit, dass im angrenzenden Ausland über 170.000 Flüchtlinge aus Syrien registriert wurden.
Am 21. August wurde bekannt, dass die französische Regierung die Überläufer der syrischen Regierung bezahlt. Laut Angaben der Times trafen sich Diplomaten Europas im Mai und vereinbarten, dass es „Anreize“ für Überläufer geben solle.
Am 24. August soll nach Angaben der Moskauer Tageszeitung Nesawissimaja Gaseta die russische Marine beschlossen haben, vorübergehend die Marinebasis Tartus nicht mehr zu benutzen.
Am 26. August wurde über ein Massaker im Damaszener Vorort Daraja berichtet. Nachdem die Stadt bereits mehrere Tage unter Artilleriefeuer stand, rückten am Freitag, den 24. August Armeeeinheiten und Milizen ein und durchsuchten die Häuser nach bewaffneten Aufständischen. Diese hatten sich Berichten zufolge bereits aus dem Ort in die umliegenden Gebiete zurückgezogen. Nach dem Abzug der Regierungstruppen am darauffolgenden Tag wurden in einer Moschee die verbrannten Leichen von Männern vorgefunden. Die Zahl der Opfer soll zwischen 120 und 300 liegen. Ein Reporter der New York Times, der vor Ort anwesend war, berichtete von mehreren Leichen, die übereinander in langen, dünnen Gräbern lagen.
Am 27. August meldeten die Rebellen den Abschuss eines Armee-Helikopters über der Hauptstadt Damaskus. Videoaufnahmen zeigten den Absturz des Helikopters, der nach Rebellenangaben zuvor den Stadtteil Dschobar beschossen hatte.
Auch das syrische Staatsfernsehen bestätigte den Absturz, nannte aber keine weiteren Details.
Am 30. August meldete die Freie Syrische Armee und die LCC den Abschuss eines Kampfflugzeugs vom Typ MiG-23 östlich von Dahabie in Idlib. Der Pilot konnte sich mit dem Schleudersitz retten und wurde gefangen genommen.

## September
Österreichische UN-Soldaten (UNDOF) auf den Golanhöhen lassen nach Videoaufnahmen, die erst im Frühjahr 2018 publik wurden, syrische Geheimpolizisten in einen Hinterhalt fahren, in dem offenbar alle Polizisten getötet wurden. Aus den Kommentaren der Soldaten auf dem Video geht hervor, dass die Österreicher wussten sich eine Gruppe von bewaffneten Schmugglern eingerichtet hatte. Kurze Zeit später trafen die Österreicher dann auf die syrische Polizei-Patrouille, redeten mit den Polizisten und ließen sie ohne Warnung weiterfahren. Neun syrische Polizisten seien nach einem Pressebericht getötet worden. Die Frage, ob die Österreicher im Rahmen ihres UN-Mandates handelten, als sie die Information zurückhielten, führte nach Bekanntwerden im April 2018 zu einer Diskussion.
Bei einem Autobombenanschlag in einem Vorort von Damaskus nahe dem palästinensischen Flüchtlingslager in Al Sbeineh sind am 1. September nach Angaben der staatlichen syrischen Nachrichtenagentur Sana mindestens 15 Menschen ums Leben gekommen. Unterdessen gab die Freie Syrische Armee bekannt, das Hauptquartier eines Luftabwehrbataillons in Abu Kamal an der Grenze zum Irak eingenommen zu haben. Auch gibt es Kämpfe nahe dem Luftwaffenstützpunkt Abu Zohur in der Provinz Idleb. Währenddessen blockierten Russland und China erneut im UNO-Sicherheitsrat Sanktionen gegen Assad.
Am 14. September führte der Sondergesandte der Vereinten Nationen und der Arabischen Liga, Lakhdar Brahimi, Gespräche mit Oppositionellen in Syrien und am 15. September mit Präsident Baschar al-Assad und bezeichnete nach dem Treffen die Krise des Landes als globale Bedrohung. „Die Lage verschlimmert sich und stellt eine Gefahr für die syrische Bevölkerung, die Region und die gesamte Welt dar“, so Brahimi.
Am 16. September veröffentlichte Spiegel Online einen Bericht, wonach die syrische Armee Ende August 2012 mit Unterstützung durch iranische Offiziere in Chanasir nahe as-Safira (östlich von Aleppo) Trägersysteme für Giftgasgranaten getestet haben soll.
Am 27. September verübte die Freie Syrische Armee einen Bombenanschlag auf das Hauptquartier des syrischen Heeres nahe dem Ommayaden-Platz im Zentrum der Hauptstadt Damaskus. Zwei selbstgebaute Bomben seien im Gebäude explodiert und hätten die ersten zwei Stockwerke zerstört. Nach Angaben der FSA sollen mindestens acht Menschen getötet worden sein.
Bei den Kämpfen um Aleppo starteten die Rebellen in der letzten Septemberwoche eine neue Offensive, um die Stadt einzunehmen. Während der Gefechte geriet auch der zum Weltkulturerbe zählende historische Basar in der Altstadt in Brand.

## Oktober

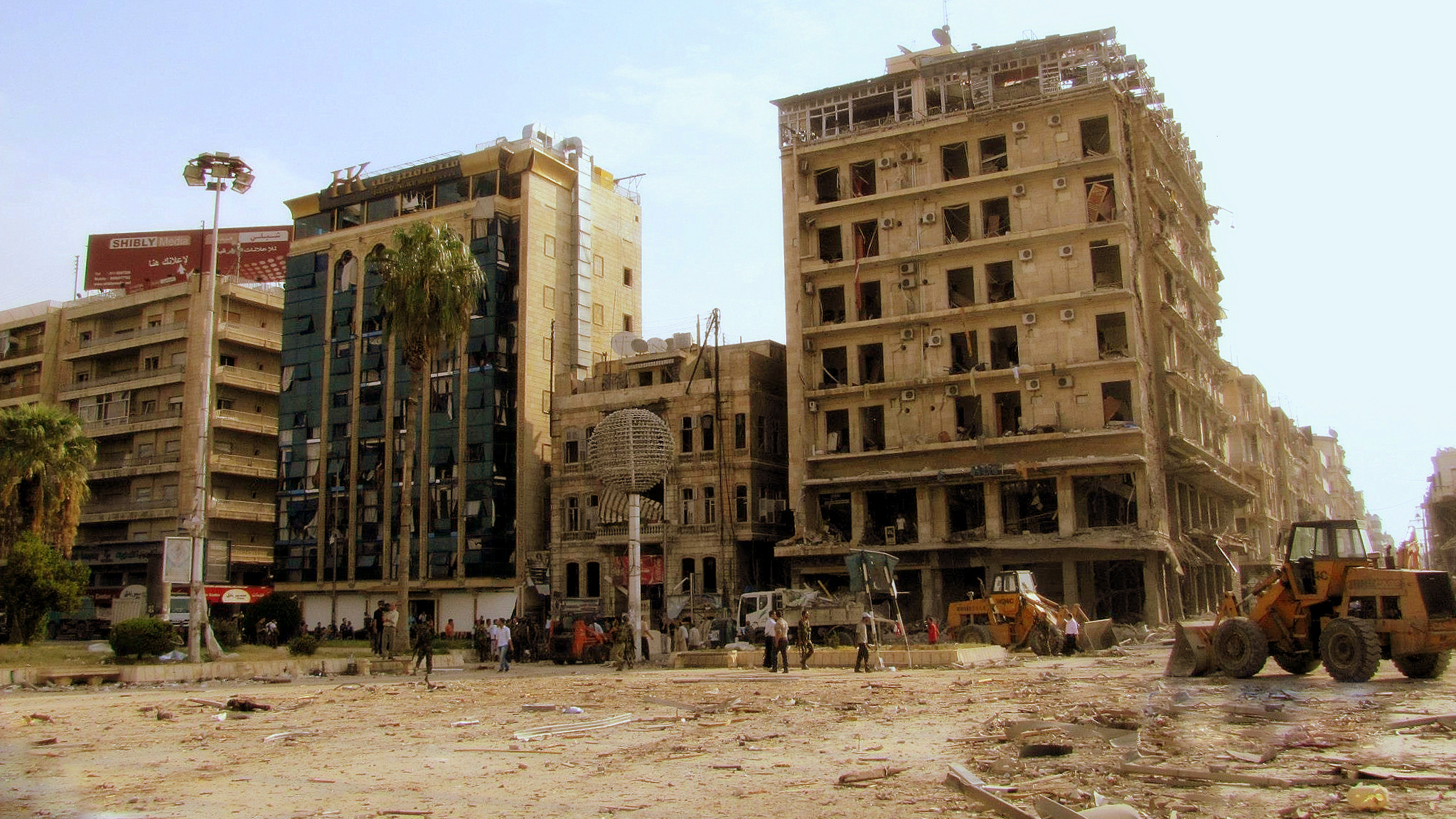
Die sunnitische al-Nusra-Front erklärte sich für die Selbstmordbombenanschläge in Aleppo im frühen Oktober verantwortlich.

Am 3. Oktober kam es zum Zwischenfall von Akçakale, einem türkischen Dorf an der syrischen Grenze. Dabei schlugen syrische Mörsergranaten in ein türkisches Wohngebäude ein und tötete eine fünfköpfige Familie und verletzte zahlreiche Personen. Türkische Streitkräfte beschossen daraufhin mit Artillerie Anlagen der syrischen Regierungsarmee im syrischen Nachbarort, wobei bis zu 34 Soldaten getötet wurden. Während internationale Politiker und die NATO beide Seiten zur Deeskalation aufriefen, billigte das türkische Parlament künftige Militäreinsätze der Luftwaffe und von Bodentruppen in Syrien und gab der Regierung freie Hand. Eine solche Regelung gibt es bereits für türkische Einsätze im Nordirak im Kampf gegen die PKK. Die Regierung in Damaskus bat am Folgetag Ankaras Regierung für die Attacke um Entschuldigung. In Ankara wurden Demonstranten, die gegen einen Militäreinsatz in Syrien protestierten, mit Tränengas vertrieben. Die Opposition (CHP) kritisierte den Parlamentsbeschluss als zu weit gefasst.
Am 3. Oktober detonierten in der Innenstadt von Aleppo kurz hintereinander vier Autobomben. Dabei wurden mindestens 27 Menschen getötet, unter den Todesopfern seien eine Reihe von Regierungssoldaten. Auf dem al-Dschabiri-Platz seien vor einem Offiziersclub drei Sprengsätze explodiert, eine weitere Bombe wenige hundert Meter entfernt in der Nähe der Handelskammer. Das Gebiet wird von Regierungssoldaten kontrolliert. In der ostsyrischen Provinzhauptstadt Deir ez-Zor, nahe der irakischen Grenze, soll kurz nach den Anschlägen in Aleppo ein Kleinlaster detoniert sein.
Mehrere deutschsprachige Medien melden, dass am 23. Oktober der Libanon von Granaten aus Syrien getroffen wurde.

## November
Am 1. November veröffentlichte die Organisation Syrischer Menschenrechtsbeobachter ein Video, das die Exekution von Regierungssoldaten durch Rebellen in der Provinz Idlib zeigte. Amnesty International erklärte, dass es sich bei den Aufnahmen um ein potentielles Kriegsverbrechen handele, das Hochkommissariat für Menschenrechte der Vereinten Nationen ordnete seinerseits eine Untersuchung des Videos an.
Berichten zufolge begannen am 3. November Rebelleneinheiten und Kämpfer der al-Nusra-Front (Dschabhat al-Nusra), einer dschihadistischen Gruppierung, einen Angriff auf den strategisch wichtigen Luftwaffenstützpunkt von Taftanaz. Den Rebellen gelang es zeitweise, die Kontrolle über den Stützpunkt zu erlangen, ehe sie sich aufgrund von Luftangriffen wieder zurückziehen mussten.
Am 4. November meldete die syrische Beobachtungsstelle für Menschenrechte, dass die Rebellen ein Ölfeld in der Nähe von al-Mayadin unter ihre Kontrolle gebracht haben.
Seit dem 17. November prüfte die Bundesregierung einen Einsatz der Bundeswehr im Rahmen der NATO zur Sicherung der türkischen Grenze. Dabei sollen Flugabwehrraketensysteme vom Typ MIM-104 Patriot zum Einsatz kommen, die feindliche Flugzeuge, aber auch Langstreckenraketen abfangen können.

## Dezember

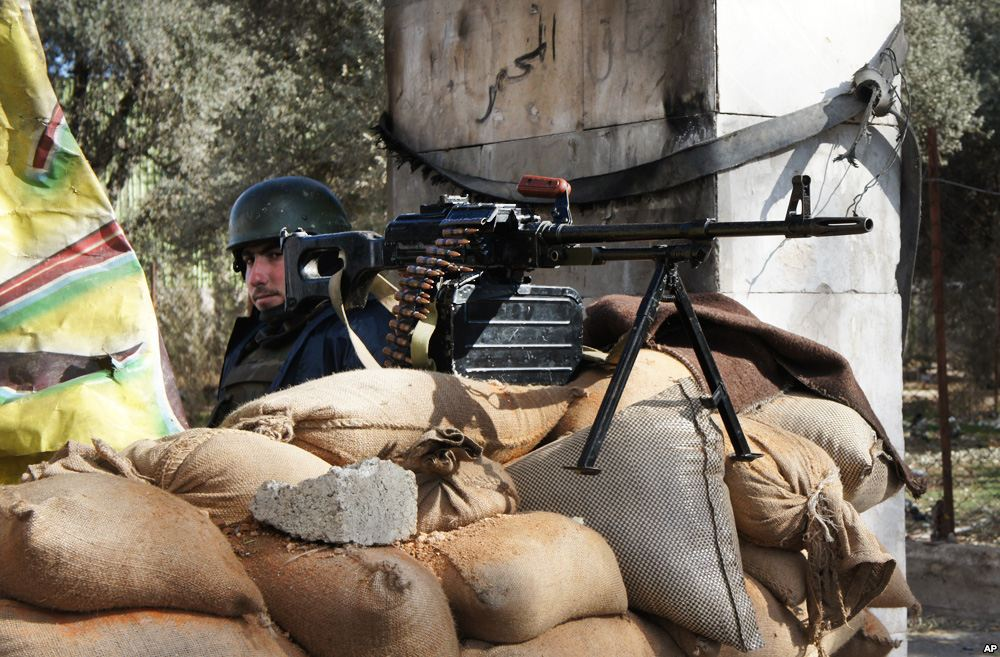
Checkpoint in Damaskus

Am 12. Dezember fand in Marrakesch das vierte Treffen der „Freunde Syriens“ statt.
Die syrischen Rebellen haben am 18. Dezember das Flüchtlingslager Jarmuk eingenommen. Während der mehrtägigen Gefechte liefen zahlreiche Kämpfer der Volksfront zur Befreiung Palästinas – Generalkommando (PFLP-GC) zu den Rebellen über. Der Gründer und Führer der PFLP-GC Ahmad Dschibril unterstützt Staatspräsident Assad und floh am 16. Dezember aus dem Flüchtlingslager. Die verbliebenen PFLP-Kämpfer zogen sich nach Norden zu den syrischen Regierungstruppen zurück.